# Yang Bắc
Yang Bắc là một xã thuộc huyện Đak Pơ, tỉnh Gia Lai, Việt Nam.
Xã Yang Bắc có diện tích 62,47 km², dân số năm 1999 là 2.658 người, mật độ dân số đạt 43 người/km².